# Aeroportul Manzhouli Xijiao
Aeroportul Manzhouli Xijiao (în chineză simplificată⁠(d) 满洲里西郊机场; în mongolă ᠮᠠᠨᠵᠤᠤᠷ ᠤᠨ ᠰᠢ ᠵᠢᠶᠤᠤ ᠤᠯᠤᠰ ᠤ᠋ᠨ ᠨᠢᠰᠭᠡᠯ ᠦ᠋ᠨ ᠪᠠᠭᠤᠳᠠᠯ) (IATA: NZH, ICAO: ZBMZ) este un aeroport din Mongolia Interioară, Republica Populară Chineză ce deservește zona Manzhouli⁠(d). Aeroportul a fost tranzitat în 2022 de 90.395 de pasageri. A fost numit după zona deservită.
aeroportul dispune de 1 pistă. Este operat de HNA Infrastructure Investment Group⁠(d).

## Infrastructură

### Piste
Aeroportul dispune de o singură pistă. Pista 12/30 are suprafața de beton și dimensiunile 2.800 m × 45 m. 